# 歌謡チャリティーコンサート
『歌謡チャリティーコンサート』（かようチャリティーコンサート）は、NHKとNHK厚生文化事業団によって1990年から2017年まで行われていた年2回の有料公開イベント、また、その模様を収録した音楽番組である。

## 概要
NHKにおける障害者福祉の向上を目的としたイベント+番組としては、日本相撲協会との共催による「NHK福祉大相撲」があるが、これは、その音楽版ともいえるイベントである。通常、NHKの音楽番組は無料公開が原則だが、このコンサートでは通常の歌手のコンサートと同様に、観客から入場料を徴収する。そのため、放送でも開催地を抱える放送局によるイベントの開催案内のPRのみで、観覧募集は行わない。
人気歌手がオーケストラ生演奏で歌を披露する。当然ながら司会の芸能人も出演歌手もチャリティー目的の参加となるため、出演料は支払われない（それに相当する額は寄付に回される）。トリは男性の大御所歌手が務めることが多い。
入場料収入にその他拠出金を併せたコンサートの収益金は、NHK厚生文化事業団を通じて、春は、身体障害者の入浴のための車いす付き介護浴槽を、秋は、視覚障害者がパソコンを使えるように音声ガイド付き視覚障がい者用パソコンを、それぞれ購入するために使われる。
テレサ・テンの日本での生涯最後のテレビ出演となったのは本番組である（1994年10月24日公開録画、同年11月23日放送）。
放送は主に『NHK歌謡コンサート』〜『うたコン』が通常放送される火曜日が祝日となった場合の19時半から20時45分に総合テレビにて放送されている。ただし、回によっては火曜日以外の祝日か土曜日の同じ時間に放送されることがある。
2017年8月18日、2017年秋の放送を最後に終了することを検討されていることが明らかとなり、以後明確に公言されていないものの2018年以降は行われていない。
CS・チャンネル銀河で数回分が放送された。

## 南安雄の「序曲」
コンサートは、長年NHKの専属作曲家として活動してきた南安雄がこのコンサートのために作曲した「序曲」で幕を開ける。
2000年代では、南が高齢となったことや、観客のニーズもあって、「序曲」のうちの冒頭部分だけを演奏した後、最初の歌手の曲に入る形となっていたが、冒頭部分より先も演奏している回が多めとなっている。

## 指揮者
- 南安雄 - 第1回から担当。2005年5月3日放送分をもって担当しておらず、2012年8月21日逝去。
- 三原綱木
- 小野崎孝輔（2017年逝去）
- 福井敬
- 栗田信生
- 藤野浩一 - 2009年以降は全て担当している。

## オーケストレーション担当
- 宮川泰
- 南安雄
- 小野崎孝輔
- 斉藤聡
- 斉藤ネコ
- 桑野聖
- 佐橋俊彦
- 栗田信生
- 藤野浩一
- 千住明
- 大坪稔明
- 渡辺俊幸

### 構成
- 野中浩之
- 山内浩嗣

## 過去の開催地と司会者
| 開催年 | 開催日   | 放送日   | 会場（所在地）                                           | 司会者     | 司会者     | 備考                                                                 |
| 開催年 | 開催日   | 放送日   | 会場（所在地）                                           | 男性       | 女性       | 備考                                                                 |
| ------ | -------- | -------- | -------------------------------------------------------- | ---------- | ---------- | -------------------------------------------------------------------- |
| 1990年 |          | 11月17日 | NHKホール（東京都渋谷区）                                | 堺正章     |            |                                                                      |
| 1991年 |          | 4月30日  | NHKホール（東京都渋谷区）                                | 郷ひろみ   |            | 湾岸戦争被災者支援                                                   |
| 1991年 |          | 10月26日 | 名古屋市民会館（愛知県名古屋市）                         | 堺正章     |            |                                                                      |
| 1992年 |          | 4月29日  | NHKホール（東京都渋谷区）                                | 堺正章     |            |                                                                      |
| 1992年 |          | 11月10日 | 福岡サンパレス（福岡県福岡市）                           | 堺正章     |            |                                                                      |
| 1993年 | 4月28日  | 5月8日   | NHKホール（東京都渋谷区）                                | 堺正章     |            |                                                                      |
| 1993年 | 8月24日  | 9月4日   | NHKホール（東京都渋谷区）                                | 堺正章     | 東ちづる   | 北海道南西沖地震被災者救援                                           |
| 1993年 |          | 11月23日 | 広島厚生年金会館ホール（広島県広島市）                   | 堺正章     | 東ちづる   |                                                                      |
| 1994年 |          | 5月3日   | NHKホール（東京都渋谷区）                                | 山川静夫   | 十朱幸代   |                                                                      |
| 1994年 | 10月24日 | 11月23日 | 宮城県民会館大ホール（宮城県仙台市）                     | 山川静夫   | 十朱幸代   |                                                                      |
| 1995年 |          | 4月22日  | NHKホール（東京都渋谷区）                                | 山川静夫   | 十朱幸代   | 阪神・淡路大震災被災者救援                                           |
| 1995年 |          | 11月25日 | 北海道厚生年金会館大ホール（北海道札幌市）               | 山川静夫   | 十朱幸代   |                                                                      |
| 1996年 |          | 6月1日   | 福岡サンパレス（福岡県福岡市）                           | 山川静夫   | 十朱幸代   | 福岡局開局65周年記念                                                 |
| 1996年 |          | 11月30日 | 愛媛県県民文化会館（愛媛県松山市）                       | 山川静夫   | 十朱幸代   | 松山局開局55周年記念                                                 |
| 1997年 |          | 6月14日  | 名古屋国際会議場センチュリーホール（愛知県名古屋市）     | 山川静夫   | 十朱幸代   |                                                                      |
| 1997年 |          | 11月8日  | 群馬県民会館大ホール（群馬県前橋市）                     | 山川静夫   | 十朱幸代   | 前橋局開局65周年記念                                                 |
| 1998年 |          | 5月5日   | 広島厚生年金会館ホール（広島県広島市）                   | 宮本隆治   | （無し）   | 広島局開局70周年記念                                                 |
| 1998年 |          | 11月3日  | 宮城県民会館大ホール（宮城県仙台市）                     | 宮本隆治   | （無し）   | 仙台局開局70周年記念                                                 |
| 1999年 |          | 5月4日   | フェスティバルホール（大阪府大阪市）                     | 宮本隆治   | 上沼恵美子 |                                                                      |
| 1999年 |          | 11月23日 | 名古屋国際会議場センチュリーホール（愛知県名古屋市）     | 宮本隆治   | （無し）   |                                                                      |
| 2000年 |          | 5月5日   | 広島厚生年金会館ホール（広島県広島市）                   | 宮本隆治   | 東ちづる   |                                                                      |
| 2000年 |          | 11月3日  | 滋賀県立芸術劇場びわ湖ホール（滋賀県大津市）             | 宮本隆治   | （無し）   |                                                                      |
| 2001年 |          | 5月1日   | 宇都宮市文化会館（栃木県宇都宮市）                       | 宮本隆治   | 市毛良枝   | 宇都宮局開局60周年記念                                               |
| 2001年 |          | 11月23日 | 九州厚生年金会館（福岡県北九州市）                       | 宮本隆治   | 仲間由紀恵 | 北九州局開局70周年記念                                               |
| 2002年 |          | 4月30日  | 青森市文化会館（青森県青森市）                           | 宮本隆治   | 純名りさ   | 青森局開局60周年記念                                                 |
| 2002年 | 9月5日   | 9月21日  | 名古屋市民会館（愛知県名古屋市）                         | 宮本隆治   | 久保純子   | NHK厚生文化事業団中部支局20周年記念                                  |
| 2003年 | 4月10日  | 4月29日  | 千歳市民文化センター（北海道千歳市）                     | 宮本隆治   | 久保純子   | 札幌局開局75周年記念                                                 |
| 2003年 | 9月3日   | 9月23日  | 広島厚生年金会館ホール（広島県広島市）                   | 宮本隆治   | 久保純子   | 広島局開局75周年記念                                                 |
| 2004年 | 4月26日  | 5月4日   | 群馬音楽センター（群馬県高崎市）                         | 宮本隆治   | 岩崎ひろみ | 前橋局開局70周年記念                                                 |
| 2004年 | 9月15日  | 11月23日 | 香川県県民ホールグランドホール（香川県高松市）           | 宮本隆治   | 宮地真緒   | 高松局開局60周年記念                                                 |
| 2005年 | 4月7日   | 5月3日   | NHK大阪ホール（大阪府大阪市）                            | 藤田まこと | 上田早苗   | 日本の放送開始・大阪局開局80周年記念                                 |
| 2005年 | 9月11日  | 11月23日 | 福岡サンパレス（福岡県福岡市）                           | 三宅民夫   | 牧瀬里穂   | 福岡局開局75周年記念                                                 |
| 2006年 | 4月20日  | 5月2日   | 神奈川県民ホール（神奈川県横浜市）                       | 高山哲哉   | 高島礼子   | 横浜局開局80周年記念                                                 |
| 2006年 | 9月15日  | 11月23日 | 郡山市民文化センター（福島県郡山市）                     | 高山哲哉   | 菊川怜     | 福島局・郡山支局開局65周年記念                                       |
| 2007年 | 4月20日  | 5月1日   | 群馬県民会館大ホール（群馬県前橋市）                     | 高山哲哉   | 真矢みき   |                                                                      |
| 2007年 | 10月4日  | 11月23日 | アクトシティ浜松（静岡県浜松市）                         | 高山哲哉   | 比嘉愛未   | 浜松市政令指定都市移行記念                                           |
| 2008年 | 4月18日  | 4月29日  | 長崎ブリックホール（長崎県長崎市）                       | 青井実     | 川原亜矢子 | 長崎局開局75周年記念                                                 |
| 2008年 | 10月9日  | 11月24日 | 広島厚生年金会館ホール（広島県広島市）                   | 鳥越俊太郎 | 鎌倉千秋   | 広島局開局80周年記念                                                 |
| 2009年 | 4月9日   | 4月28日  | 兵庫県立芸術文化センター大ホール（兵庫県西宮市）         | 三宅民夫   | ベッキー   |                                                                      |
| 2009年 | 10月9日  | 11月23日 | 北海道厚生年金会館大ホール（北海道札幌市）               | 三宅民夫   | 星野真里   |                                                                      |
| 2010年 | 4月15日  | 5月4日   | 北陸電力会館 本多の森ホール（石川県金沢市）              | 徳田章     | 西村由紀江 | 金沢局開局80周年記念                                                 |
| 2010年 | 10月29日 | 11月23日 | アクロス福岡 シンフォニーホール（福岡県福岡市）          | 小田切千   | 真矢みき   | 福岡局開局80周年記念                                                 |
| 2011年 | 8月26日  | 9月20日  | 神戸国際会館 こくさいホール（兵庫県神戸市）              | 石澤典夫   | 浅野ゆう子 | 東日本大震災被災地支援                                               |
| 2011年 | 10月14日 | 11月29日 | 群馬県民会館（群馬県前橋市）                             | 小田切千   | 浅野ゆう子 |                                                                      |
| 2012年 | 4月19日  | 5月1日   | 森のホール21（千葉県松戸市）                             | 小田切千   | 押切もえ   |                                                                      |
| 2012年 | 10月26日 | 11月27日 | 岡山市民会館大ホール（岡山県岡山市）                     | 小田切千   | 相武紗季   |                                                                      |
| 2013年 | 4月19日  | 4月30日  | 盛岡市民文化ホール大ホール（岩手県盛岡市）               | 高山哲哉   | 荒川静香   |                                                                      |
| 2013年 | 11月1日  | 12月17日 | さっぽろ芸術文化の館（北海道札幌市）                     | 高山哲哉   | 真矢みき   |                                                                      |
| 2014年 | 4月18日  | 4月29日  | 川口総合文化センター リリア メインホール（埼玉県川口市） | 内藤剛志   | 久保田祐佳 | さいたま局開局70周年記念                                             |
| 2014年 | 11月7日  | 11月25日 | 広島市文化交流会館（広島県広島市）                       | 高山哲哉   | 長谷川京子 | 平成26年広島県大雨災害被災者支援                                     |
| 2015年 | 4月10日  | 5月5日   | 鹿児島市民文化ホール（鹿児島県鹿児島市）                 | 青井実     | 田中麗奈   | この回より番組タイトルに添付する形で放送回数と開催所在地の記述を開始 |
| 2015年 | 10月2日  | 11月3日  | 群馬県民会館（群馬県前橋市）                             | 中山秀征   | 三輪秀香   |                                                                      |
| 2016年 | 4月15日  | 5月3日   | 相模原市立文化会館（神奈川県相模原市）                   | 三宅民夫   | 高橋みなみ | 横浜局開局90年記念                                                   |
| 2016年 | 11月11日 | 11月22日 | 静岡市民文化会館（静岡県静岡市）                         | 春風亭昇太 | 黒崎めぐみ | 静岡局開局85周年記念                                                 |
| 2017年 | 4月14日  | 5月2日   | 郡山市民文化センター（福島県郡山市）                     | 城島茂     | 橋本奈穂子 | NHK東日本大震災プロジェクトの一環として実施                          |
| 2017年 | 10月13日 | 11月28日 | 山梨県立県民文化ホール（山梨県甲府市）                   | 谷原章介   | 塚原愛     | 甲府局開局80年記念                                                   |